# Prokopia (cesarzowa bizantyńska)
Prokopia (ur. ok. 770, zm. po 813) – cesarzowa bizantyńska, żona Michała I Rangabe.

## Życiorys
Była córką cesarza Nicefora I i siostrą Staurakiosa. Teofanesa przekonała męża do objęcia tronu po jej ciężko rannym bracie. Po abdykacji męża, została zmuszona wstąpienia do klasztoru. 
Mieli co najmniej pięcioro dzieci:
- Teofilakta, współcesarza w latach 812-814,
- Staurakiosa,
- Niketasa, późniejszego patriarchę Konstantynopola jako Ignacego I
- Georgo,
- Teofano